# Winter-Asienspiele 2011/Freestyle-Skiing
Bei den Winter-Asienspielen 2011 in Almaty wurden  die Wettbewerbe im Freestyle-Skiing zwischen dem 31. Januar und dem 3. Februar 2011 ausgetragen. Austragungsort war der Sport- und Freizeitkomplex Tabagan.

## Männer

### Aerials (Springen)
| Platz | Sportler           | Land                |
| ----- | ------------------ | ------------------- |
| 1     | Jia Zongyang       | Volksrepublik China |
| 2     | Liu Zhogqing       | Volksrepublik China |
| 3     | Ruslan Ablyatifov  | Kasachstan          |
| 4     | Sergei Berestowski | Kasachstan          |
| 5     | Naoya Tabara       | Japan               |

Datum: 1. Februar 2011

### Moguls (Buckelpiste)
| Platz | Sportler          | Land                |
| ----- | ----------------- | ------------------- |
| 1     | Dmitri Reicherd   | Kasachstan          |
| 2     | Osamu Ueno        | Japan               |
| 3     | Dmitri Barmaschow | Kasachstan          |
| 4     | Choi Jae-woo      | Südkorea            |
| 5     | Seo Myung-joon    | Südkorea            |
| 6     | Zhao Yang         | Volksrepublik China |
| 7     | Yugo Tsukita      | Japan               |
| 8     | Guo Xiangru       | Volksrepublik China |

Datum: 31. Januar 2011

### Dual Moguls (Parallel-Buckelpiste)
| Platz | Sportler          | Land                |
| ----- | ----------------- | ------------------- |
| 1     | Dmitri Barmaschow | Kasachstan          |
| 2     | Osamu Ueno        | Japan               |
| 3     | Yugo Tsukita      | Japan               |
| 4     | Choi Jae-woo      | Südkorea            |
| 5     | Dmitri Reicherd   | Kasachstan          |
| 6     | Cho Woo-hyun      | Südkorea            |
| 7     | Wang Yusen        | Volksrepublik China |
| 8     | Ning Suning       | Volksrepublik China |

Datum: 3. Februar 2011

## Frauen

### Aerials (Springen)
| Platz | Sportler                | Land                |
| ----- | ----------------------- | ------------------- |
| 1     | Zhang Xin               | Volksrepublik China |
| 2     | Schibek Arapbajewa      | Kasachstan          |
| 3     | Yang Yu                 | Volksrepublik China |
| 4     | Aqmarschan Qalmursajewa | Kasachstan          |

Datum: 1. Februar 2011

### Moguls (Buckelpiste)
| Platz | Sportler          | Land                |
| ----- | ----------------- | ------------------- |
| 1     | Julija Galyschewa | Kasachstan          |
| 2     | Miki Itō          | Japan               |
| 3     | Ning Qin          | Volksrepublik China |
| 4     | Tae Satoya        | Japan               |
| 5     | Li Nan            | Volksrepublik China |
| 6     | Seo Jung-hwa      | Südkorea            |
| 7     | Julija Rodionowa  | Kasachstan          |

Datum: 31. Januar 2011

### Dual Moguls (Parallel-Buckelpiste)
| Platz | Sportler          | Land                |
| ----- | ----------------- | ------------------- |
| 1     | Julija Galyschewa | Kasachstan          |
| 2     | Julija Rodionowa  | Kasachstan          |
| 3     | Miki Itō          | Japan               |
| 4     | Tae Satoya        | Japan               |
| 5     | Seo Jung-hwa      | Südkorea            |
| 6     | Ning Qin          | Volksrepublik China |
| 7     | Li Nan            | Volksrepublik China |

Datum: 3. Februar 2011